# Cogoleto
Cogoleto là một đô thị ở tỉnh Genova thuộc vùng Liguria, nằm ở vị trí cách khoảng 25 km về phía tây của Genova.
Cogoleto giáp các đô thị sau: Arenzano, Sassello, Varazze.

## Các điểm tham quan
- Orto Botanico di Villa Beuca, một khu vườn thực vật

## Thành phố kết nghĩa
- Ober-Ramstadt, Đức, từ 1960
- Santa Coloma de Gramenet, Tây Ban Nha, từ 1997
- Olympia, Hy Lạp, từ 2005
- Saint-André-les-Vergers, Pháp, từ 2005